# Fluence
Pour les articles homonymes, voir Fluence (homonymie).
En physique, la fluence ou exposition radiométrique décrit l'intensité avec laquelle un matériau a été historiquement traversé par un flux de particules, ou par un flux de rayonnement ionisant. C'est l'irradiance intégrée dans le temps (W m−2). Il correspond à l'intégration par rapport au temps du flux radiatif ayant traversé un volume élémentaire, exprimé en nombre de particules. L’unité est le « nombre de particules.m−2 » (nombre de particules par mètre carré). 
La fluence est aussi utilisée pour décrire l’énergie délivrée par unité d’aire, dans ce cas l’unité sera le J/m2. Cette grandeur est considérée comme une unité fondamentale de la dosimétrie.
Dans ce cas, elle est aussi utilisée dans certaines applications de la médecine ou orthodontie (épilation laser…).

## Irradiation d'un matériau
Lorsqu'un matériau est soumis à un flux neutronique, la probabilité qu'il y ait une interaction entre le flux et ce matériau dépend de quatre grandeurs physiques, dont le produit donne la probabilité d'interaction par unité de volume et par unité de temps (en m−3 s−1) :
- Côté matériau, la probabilité est proportionnelle à la densité atomique (nombre d'atomes par unité de volume, en m−3), et à la section efficace de ces atomes pour l'interaction considérée (en m2). Le produit de ces deux grandeurs (en m−1) caractérise la capacité du matériau à intercepter le flux, c'est ce qui gouverne son facteur d'atténuation pour une épaisseur donnée.
- Côté flux, la probabilité d'une interaction est proportionnelle à la densité du nuage neutronique (en m−3) et à la vitesse moyenne des particules (en m s−1). Par définition, ces deux grandeurs ont pour produit le flux neutronique, lequel caractérise donc l'intensité de l’environnement radiatif dans lequel est plongé le matériau à un instant donné.

Par définition, la fluence est l'intégration du flux neutronique par rapport au temps. Cette grandeur physique caractérise donc la capacité de l'environnement nucléaire à provoquer des interactions pendant l'exposition correspondante - par exemple, du début à la fin d'une irradiation dans un réacteur de recherche, ou sur la durée de vie d'un réacteur pour déterminer la résistance de sa cuve. Il s'agit donc d'une quantité qui dépend de l'historique de l'irradiation au point considéré, historique pris à la fois dans le temps et dans l'espace.
Il faut souligner ici que même si le « flux neutronique » s'exprime en m−2 s−1, comme le ferait une densité de flux exprimée en « événements par mètre carré et par seconde », ni le flux neutronique ni la fluence ne sont des flux au sens de l'intégrale de surface d'un hypothétique champ vectoriel, traduisant le nombre de passages de particules à travers une surface élémentaire de référence. La différence entre le flux d'un champ vectoriel traversant une surface élémentaire en un point et un flux neutronique est claire si l'on considère qu'un flux, au sens physique du terme, aura par construction une distribution angulaire suivant l'orientation de la surface élémentaire {\displaystyle {\overrightarrow {\mathrm {d} S}}}, alors qu'un flux neutronique, étant défini sur un volume, est par nature essentiellement scalaire, donc nécessairement isotrope. De ce point de vue, un « flux neutronique » n'est donc certainement pas un « flux », mais la vitesse de variation d'une fluence.
La fluence n'est pas limitée aux flux neutroniques ou au rayonnement bêta, qui sont portés par des particules, mais peut être de même définie pour tous les flux énergétiques entraînés par une onde électromagnétique, et en particulier le rayonnement gamma, à partir du moment où des particules sont susceptibles d'interagir avec de la matière : c'est également le cas des photons, quelle qu'en soit l'énergie. La même définition s'applique, la différence étant que dans le cas de photons, la vitesse des particules est égale à la vitesse de la lumière dans le milieu considéré.

## Contrôle de la fluence
La fluence (du faisceau d'un accélérateur linéaire de particules par exemple) peut être contrôlée en amont via le contrôle de la source d'émission de particules ou de rayonnement ; ou plus en aval, par des modulateurs/absorbeurs, ou par l'action de champs via un collimateur multilames par exemple. Le contrôle précis de la fluence est notamment important pour les appareils de radiothérapie où la dose délivrée doit être optimisée en fonction de l'objectif thérapeutique et de la forme et nature biologique de la tumeur à traiter.

## En physique des réacteurs nucléaires
Dans ce domaine, la fluence est l'intégrale calendaire du flux neutronique.
Elle s'exprime usuellement en neutrons par centimètre carré (neutrons/cm2).
Par exemple la fluence en neutrons rapides d'énergie supérieure à un mégaélectronvolt (vitesse supérieure à 13 830 km/s) reçue par la paroi de la cuve d'un réacteur en fin de vie peut atteindre 6 × 1019 neutrons/cm2 (soit une mole par mètre carré).